# Hodoš
Hodoš este o localitate din comuna Hodoš, Slovenia, cu o populație de 251 de locuitori.